# Neopromachus insularis
Neopromachus insularis är en insektsart som först beskrevs av Kirby 1889.  Neopromachus insularis ingår i släktet Neopromachus och familjen Phasmatidae. Inga underarter finns listade i Catalogue of Life.